# Bardwell (Teksas)
Bardwell – miasto w Stanach Zjednoczonych, w stanie Teksas, w hrabstwie Ellis.